# Ентони Бегина
Ентони Бегина је холандски политичар из Државе Курасао, прекоморског департмана Краљевине Холандије на Холандским Антилима. Од 1. јуна 2017. године је министар надлежан за Курасао Краљевине Холандије. Самим тим је он и члан Савета министара Краљевине Холандије који још чине председник Владе Холандије Марк Руте и министри надлежни за Арубу, Жилфред Бесарил и Свети Мартин, Жоријен Вујте. Седиште Министарства за Курасао Краљевине Холандије се налази у холандској престоници Хагу.